# Angriffsspieler (Eishockey)
Die Angriffsspieler werden beim Eishockey im Gegensatz zu den Verteidigern mit dem vorrangigen Ziel aufgestellt, den Puck ins gegnerische Tor zu befördern. Man unterscheidet dabei zwischen Außenstürmern, die auf der linken oder rechten Seite als Flügelspieler (englisch Left Wing bzw. Right Wing) eingesetzt werden, sowie Mittelstürmern (englisch Center). Auf dem Spielfeld befinden sich dabei in der Regel, ausgenommen Extra-Angreifer- oder Unterzahl-Situationen, zwei Flügelspieler und ein Mittelstürmer. Die Aufgaben, die an die jeweilige Position der Spieler gebunden sind, können sich im Spielverlauf verändern, sodass ein Mittelstürmer auch die Aufgaben der Flügelstürmer übernimmt oder umgekehrt.

Position der Spieler auf der Eisfläche

## Mittelstürmer
Der Mittelstürmer übernimmt beim Eishockey die zentrale Rolle innerhalb der Sturmreihe. Er spielt meistens defensiver als die beiden Flügelspieler und nimmt dabei die Spielmacherposition ein. Allerdings gibt es auch Spielsysteme, in denen der Mittelstürmer der offensivste Spieler ist.
Bekannt wurden beispielsweise nachfolgend aufgelistete aktive Mittelstürmer:
| National Hockey League:                                              | National Hockey League:                                           | Deutsche Eishockey Liga:                                           | Deutsche Eishockey Liga:                                  |
| - Connor McDavid - Leon Draisaitl - Auston Matthews - Steven Stamkos | - Nathan MacKinnon - Sidney Crosby - Evgeni Malkin - John Tavares | - Daniel Pietta - Tim Wohlgemuth - Alexander Barta - Taro Jentzsch | - Jan Urbas - Miha Verlič - Chris DeSousa - Jon Matsumoto |

## Außenstürmer
In den meisten Spielsystemen agieren die Außenstürmer offensiver als der Mittelstürmer. Je nach Taktik „verteilt“ der Mittelstürmer die Pucks an die beiden Flügelstürmer, die dann einen Angriff zum Abschluss bringen. Eine andere Möglichkeit besteht darin, dass die Außenstürmer als Vorlagengeber für den Mittelstürmer fungieren, der in den sogenannten „Slot“, den Bereich unmittelbar vor dem gegnerischen Tor, zieht, um dem Torhüter die Sicht zu nehmen oder Schüsse abzufälschen.
Bekannte aktive linke Außenstürmer
| National Hockey League:                                                  | National Hockey League:                                                                  | Deutsche Eishockey Liga:                             | Deutsche Eishockey Liga:                           |
| - Kirill Kaprizov - Artemi Panarin - Filip Forsberg - Jonathan Huberdeau | - Timo Meier - Alexander Owetschkin - Matthew Tkachuk - Gabriel Landeskog - Patrik Laine | - Marcel Noebels - Frederik Tiffels - Daniel Schmölz | - Yasin Ehliz - Marcel Müller - Maximilian Kastner |

Bekannte aktive rechte Außenstürmer
| National Hockey League:                                                                     | National Hockey League:                                              | Deutsche Eishockey Liga:                             | Deutsche Eishockey Liga:            |
| - Nikita Kutscherow - Mitchell Marner - Wladimir Tarassenko - Patrick Kane - David Pastrňák | - William Nylander - Mats Zuccarello - Pavel Buchnevich - Bryan Rust | - Leonhard Pföderl - Andreas Eder - Daniel Fischbuch | - Matthias Plachta - Patrick Reimer |

## Extra-Angreifer
Zudem haben Mannschaften während des Spiels die Möglichkeit, den Torhüter zugunsten eines zusätzlichen Angreifers (englisch Extra Attacker) aus dem Spiel zu nehmen. Dies geschieht zumeist, wenn eine Mannschaft kurz vor dem regulären Spielende knapp im Rückstand liegt und durch dieses Überzahlspiel versucht, ein Tor zu erzielen und damit die Verlängerung zu erreichen.